# 関西マツダ
株式会社関西マツダ（かんさいマツダ）は、大阪府大阪市浪速区にある、大阪府全域を営業エリアとするマツダの直営カーディーラー。

## 概要
2003年4月に大阪府下の大阪西マツダ・大阪南マツダ・マツダオートイズミ・アンフィニ関西・アンフィニ大阪の5社が統合して誕生した。マツダ株式会社100%出資の連結子会社。
営業エリア内の「大阪マツダ販売」は、独立資本のディーラーである。
事業所
- 大阪市内エリア：9店舗
- 大阪北部エリア：11店舗
- 大阪東部エリア：7店舗
- 大阪南部エリア：15店舗
- 車体整備センター（鈑金工場）：2か所

（2021年8月現在）